# 梯子悖論
梯子悖論（英語：Ladder Paradox；或稱為竿與穀倉悖論）是狹義相對論的思想實驗。
其內容如下。假設有一個梯子，和一個有前門與後門的穀倉。其中梯子的靜止長度比穀倉前、後門間的靜止長度要長。如果梯子不移動的話，其是無法容納進整個穀倉裡的。
此時如果有一個人，拿著這個梯子，以接近光速的速度，向穀倉運動的話。對於站在穀倉，一名靜止旁觀者而言，因為收縮效應，當梯子高速移動經過穀倉時，可以完美地容納進穀倉。也就是說，對於這名旁觀者而言，梯子的長度小於穀倉前、後門間的長度。
但是另一方面，對於拿著梯子的人而言，由於與梯子沒有相對速度，因此梯子並不會縮短。反而是觀察到穀倉以接近光速的速度巷自己移動，因為收縮效應，穀倉會收縮。也就是說，對於拿著梯子的人而言，梯子的長度大於穀倉前、後門間的長度。
由此可見，兩位觀察者對於所見到的事實有著明顯的差異。
這明顯的悖論是來自於錯誤地假設同時性是絕對的。如果梯子的兩端能夠同時在穀倉裡面，則會認為梯子能夠容納進穀倉裡。因此這個悖論可以由考慮到在相對論中，同時性對每位觀察者是相對的來解決。換句話說，梯子是否能夠容納進穀倉裡是取決於觀察者的。

## 延伸閱讀
- Edwin F. Taylor and John Archibald Wheeler, Spacetime Physics (2nd ed) (Freeman, NY, 1992)

- discusses various apparent SR paradoxes and their solutions
- Rindler, Wolfgang. . Oxford University Press. 2001. ISBN 0-19-850836-0.
- Ferraro, Rafael. . Springer. 2007. ISBN 978-0-387-69946-2.

## 外部連結
- Special Relativity Animations （页面存档备份，存于） from John de Pillis.This inter-active animated train-and-tunnel paradox is an analog of the pole (train) and barn (tunnel) paradox.